# Tilia tuan
Tilia tuan là một loài thực vật có hoa trong họ Cẩm quỳ. Loài này được Szyszyl. miêu tả khoa học đầu tiên năm 1890.